# Сольо (Италия)
Сольо (итал. Soglio) — коммуна в Италии, располагается в регионе Пьемонт, в провинции Асти.
Население составляет 163 человека (2008 г.), плотность населения составляет 47 чел./км². Занимает площадь 4 км². Почтовый индекс — 14010. Телефонный код — 0141.
Покровителем коммуны почитается святой Грат из Аосты, празднование 7 сентября.

## Демография
Динамика населения:

## Администрация коммуны
- Официальный сайт: http://www.comune.soglio.at.it/